# ۱ ذات‌الکرسی
۱ ذات‌الکرسی یک ستاره است که در صورت فلکی ذات‌الکرسی قرار دارد.